# 国際ボクシング連盟

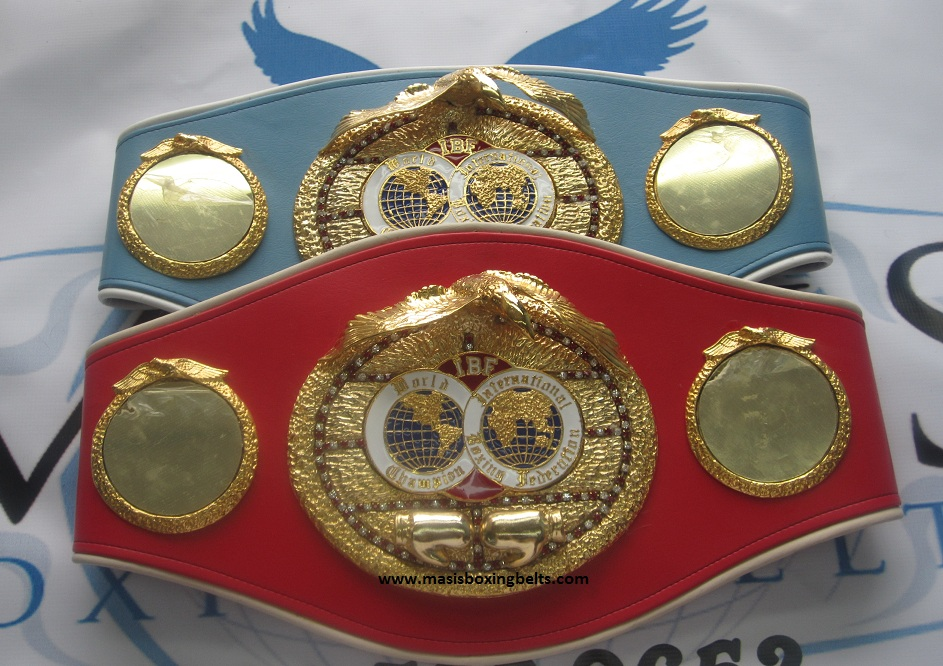
IBFのチャンピオンベルトは男女で色が異なる。手前の赤は男子用、奥の水色は女子用。

国際ボクシング連盟（こくさいボクシングれんめい、International Boxing Federation, IBF）は、プロボクシングの世界王座認定団体の一つ。本部はアメリカ合衆国ニュージャージー州。

## 設立経緯
母体は世界ボクシング協会（WBA）傘下で作られた全米ボクシング協会（USBA）で、1979年に北米ボクシング連盟（NABF）加盟州およびニューヨークを除く米国各州コミッションを加盟団体として発足。従ってのちにもアメリカ選手の活躍が多い傾向にある。なお、ジョン・マケインが設立した合衆国ボクシング管理庁（USBA）は無関係である。
1983年、USBA国際部が設立され、その後、南米主流になりつつあったWBAの流れを、再びアメリカ主導に戻そうとした狙いもあり、WBA会長選に立候補した黒人のロバート・リーが、僅差で会長選に敗れた後、ドン・キングといった大物プロモーターの支持を受けてWBAから独立してIBFとなった。同年のWBCヘビー級チャンピオンラリー・ホームズが新設のIBFに乗り換えたことも躍進のきっかけの一つである。
初代会長はそのままロバート・リーが就任。第2代会長：ヒアワサ・ナイト、第3代会長：マリアン・モハマドを経て、第4代会長のダーリル・ピープルズ。
本部は設立当初はアメリカ合衆国ニュージャージー州イーストラザフォードであったが、同じニュージャージー州のニューアークを経て、同じくニュージャージー州のスプリングフィールドに移転している。

## ルール
IBF認定試合におけるルールの特徴は以下のとおり。
- フリーノックダウン制（1ラウンド中のノックダウン数に関わらず、レフェリーが続行不能と判断した時点で試合終了）。
- ノックダウンした選手はゴングに救われない（ダウンのカウント中に3分を経過してもカウント続行。当然、10カウント以内に立ち上がって試合続行に応じられない場合はノックアウトが成立する）。
- 偶然バッティングにより試合続行不能となった場合、4回までは無判定試合（王座の移動は無いが防衛回数には含まれない）[2]。5回以降は、ストップしたラウンドを含めた採点（負傷判定）により勝敗を決する。
- 試合中に採点を公表する「オープン・スコアリング・システム」は採用していない。
- 1ラウンド毎に選手の評価をリセットし、ラウンド毎に選手を評価する『10ポイント マストシステム』を採用している。

### 計量
認定するタイトルマッチにおいては、前日計量に加えて当日計量も行っており、その間に10ポンド以上増量してはいけないルールを規定している。遵守されなければ、選手権者はタイトル剥奪、挑戦者はタイトル挑戦ができなくなる。
他団体王座との王座統一戦でも当日計量を実施していたが、2017年8月から他団体王座との王座統一戦に限り当日計量を実施しなくなった。これは他団体では当日計量の実施が無い為、IBFの当日計量を守って増量を10ポンド以下に抑えた選手が当日体重で不利になるのを避けるためである。

## 王座

### 暫定王座
WBA・WBC・WBOとは異なり、暫定王座を極力作らない方針を採っている。1999年の贈収賄事件後にランキング見直しを施した際、より厳格な制度に改められ、以降は負傷など正当な理由のない暫定王座を設けていない（他3団体の暫定乱立はIBF事件以降特に激しくなった）。
1983年創立以来暫定王者は2013年3月31日JBC非公認団体だった時代30年間で6人に過ぎない（ただし、しばしば1・2位を空位にして2014年4月4日大場浩平VSランディ・カバジェロや2015年6月10日和氣慎吾VSマイク・タワッチャイ的な指名挑戦者決定戦を行っており、代替策と見る向きがある）。IBF暫定王者はロビー・リーガン、ザブ・ジュダー、シャンバ・ミッチェル、フリオ・ディアス、ロバート・アレン、ジョンリル・カシメロ、ビクトル・ラミレス、リー・ハスキンス、ミラン・メリンド、アンドレ・ディレル、ホセ・ウスカテギ、岩佐亮佑、ジャロン・エニス、重岡銀次朗の14名と極めて少ない。このうちリーガンとジュダーについては捜査が入る以前の暫定王者である。

### ユース王座
2001年にユース王座を設置。8月25日に、ウクライナで初のIBFユースタイトル戦（スーパーミドル級）を実施した。この試合で、セルゲイ・ルビスがIBF初のユース王者となった。

### 女子王座
2009年にWBOが女子王座を認定したため、IBFはメジャーで唯一女子を認定していない団体となった。2010年に女子王座を認定する方針に転換し、11月12日に最初のタイトルマッチとして初代ウェルター級王座決定戦を実施。ジェニファー・レッツケとダニエラ・スミスが対戦し、勝利したスミスが初代IBF女子王者となった。チャンピオンベルトは男子と同じ赤ではなく水色。女子国際ボクシング連盟（WIBF）および国際女子ボクシング連盟（IWBF）はいずれもIBFとは無関係である。

### ムエタイ王座
2017年12月20日・21日に「第1回IBFムエタイ年次総会」が開催され、IBFムエタイ日本代理人にNJKF西日本本部の代表者・本部長を務めている雪本俊昌（誠至会会長）が就任。総会にはIBF会長のダリル・J・ピープルズも参加。同期間においてジュニアライト級（130lbs）、ライト級（135lbs）、ウェルター級（147lbs）の3階級で初代王者決定戦が行われた。チャンピオンベルトはボクシングとは違い、黒地になっている。正面の表記も左側の円は「MUAY THAI CHAMPION」になっており、左右の金属プレートにはタイ国旗が付けられている。

#### 王者一覧
| 階級                 | 代 | 氏名                               | 認定日         | 防衛回数 | 備考 |
| -------------------- | -- | ---------------------------------- | -------------- | -------- | --- |
| ミニフライ級         | 1  | ナダカ・エイワスポーツジム         | 2018年9月26日  | 0        | タイ・バンコク・ラジャダムナンスタジアムで行われた「Chefboonthum」において、 ローマ・ウッドンムアン（ タイ）を1RTKO（レフェリーストップ:左ボディーストレート）で下し、空位の初代王座を獲得。獲得時、吉成は現役のWBCムエタイ世界ミニフライ級王者であった   |
| ジュニアライト級     | 1  | ペットウートン・オー・クワンムアン | 2017年12月21日 | 0        | ラジャダムナンスタジアムで行われた「ラジャダムナンスタジアム72周年記念興行」で、ガオナー・PKセンチャイムエタイジム（ タイ）を5R判定で下し、王座を獲得。この試合は、ペットウートンの持つラジャダムナンスタジアム同級王座もかけられており、防衛に成功した。 |
| ライト級             | 1  | セクサン・オー・クワンムアン       | 2017年12月21日 | 0        | ラジャダムナンスタジアムで行われた「ラジャダムナンスタジアム72周年記念興行」で、パンパヤック・シットシェフブーンタム（WBCムエタイ世界同級王者/ タイ）に5R判定で下し、王座を獲得。                                                                         |
| ジュニアウェルター級 | 1  | ダーキー・ルークマカムワン         | 2018年2月13日  | 0        | タイ・バンコク・ルンピニースタジアムにおいて、ガヤシット・ギャットチャルーンチャイ（ タイ）を5R判定で下し、王座を獲得。 |
| ウェルター級         | 1  | ピンクラオ・バンコクノイヴィレッジ | 2017年12月20日 | 0        | タイ・バンコク・スアンルム・ナイトバザールにおいて、ピンガーン・シットシェフブーンタム（ タイ）を5R判定で下し、王座を獲得。IBFムエタイ初の世界王者になった。                                                                                              |
| ミドル級             | 1  | ユセフ・ブガネム                   | 2018年4月28日  | 0        | タイ・プーケット・「パトンスタジアム」において、パヤックダム・エクストラコールフィルム（ タイ）を3RTKO（戦意喪失によるレフェリーストップ）で下し、王座を獲得。同時に自身の持つフェニックス世界ミドル級王座も防衛した。                                    |

## 日本国内の状況

### JBCのIBF加盟以前
JBCはIBFの存在に対して「団体の乱立は好ましくない」とする趣旨の意見を出していた。日本でも1983年に日本支部のIBF日本が設立されたが、JBCは国内のプロ・ボクシングを統轄する組織は1国1コミッションという方針からその存在を認めず、一切の交流を断っている。
JBCではIBFに参加した選手およびトレーナーは、JBCの認定するライセンスを無期限停止すると云った厳しい対応をした。ただし、これは「1国1コミッションという方針」のもと、日本国内のみの処置で、IBFを認めている諸外国でライセンスを取得し、日本国内でタイトルマッチを行わなければ、ライセンスの剥奪は無い。しかし、まだこれを実行した選手は今の所実質いない（※唯一の例外として1995年11月12日に当時WBC・IBF統一王者だったサマン・ソーチャトロンに細野雄一が挑戦したケースがあるが、海外挑戦ということと、王座を奪取した場合IBF王座は即返上という条件で事実上黙認された。また、WBA・WBC・IBFの統一王者マイク・タイソンが日本で2度防衛戦を行った際は、管轄のJBCはあくまでWBA・WBCの2つのタイトルの防衛戦として扱ったが、IBFはこれを防衛戦と認めたため、記録上は3団体統一王座戦となっている）。2009年にWBA・WBC・IBF世界スーパーフライ級王者ビック・ダルチニアンがWBCを通じて長谷川穂積に対戦オファーを出していた際には、JBCも「世界王座統一戦に限り、未公認団体王者との対戦を認める」という意向を表明していたが、ダルチニアンが王座を失ったため実現しなかった。日本のジムに所属する選手では仙台ジム（のちの新日本仙台ボクシングジム）にて佐藤健太のリングネームで活動したエリック・チャベスがIBF世界ミニフライ級王座を獲得した経験がある。
辰吉丈一郎が網膜剥離のため、一時日本で試合が出来なかった頃、アメリカでライセンスを取得してIBF王座に挑戦してもいいと発言したことがあったが、その後国内で試合が出来ることになり、IBF王座への挑戦をしないまま今に至っている。また、亀田興毅も協栄ジムを離れてメキシコを拠点としていた時期にWBOとともにIBF王座への挑戦を視野に入れた報道がされていたが、こちらも国内復帰が認められたため挑戦に至らなかった。その後亀田ジム設立後の2008年に世界戦や挑戦者決定戦に出場可能かJBCに確認を行ったが、それら試合に出場した場合試合開催地の国内外を問わず、JBCから除名処分とすることを2008年12月26日静岡県熱海市で行われた総会にて発表した。亀田側は「JBCライセンスを放棄してまで挑戦する意向はない」と表明している。
ちなみに、アジア各国ではタイやフィリピン・インドネシアはIBFに加盟しており、韓国でも設立初期にはIBFに加盟していた。層の薄い軽量級では韓国人のIBF王者が何人も誕生したが、韓国人同士の世界戦の乱発や挑戦資格があるとは思えないほど戦績の悪い挑戦者との試合などによって、韓国内でも世界王座としてのIBFの権威に疑問が持たれるようになる。そこに『替え玉挑戦者事件』（当初挑戦するはずだった選手が、怪我で挑戦不可能となり、替え玉を立てて防衛戦を行った事件）が追い討ちをかけた。これにIBFも関与したことが判明した。それをきっかけに1987年限りで韓国はIBFを脱退、公式試合の団体としては認めていない（IBF地域タイトル戦のみが公認されている）。老舗のWBA・WBCの権威が低下する中、プロボクシングが公認されている国でIBFを認めていないのは、ほぼ日本・韓国・長らくWBCのみを世界王者認定団体として認めていたイギリスの3カ国だけになっていた。

### JBCのIBF加盟への経緯
2009年より、JBCは国内世界王者とIBFやWBOなどのJBC未公認メジャー団体王者による王座統一戦に限り、容認する方向性を打ち出し、規制が事実上緩和された格好になった。そのため、IBFの世界王者と国内世界王者との対戦が実現可能となったが、WBA・WBCの国内世界王者にIBFやWBOの王者が挑戦するという変則的な形で行われ、IBFの王座は賭けられないため、完全な形での公認とはなっていなかった。
2010年12月に日本プロボクシング協会（JPBA）は統一王座に限り王座保持を認める方針で合意し、JBCに案を提出する。背景にはWBA・WBCが暫定王座の粗製乱造やスーパー王座・シルバー王座などの創設を進めたため、「王座の乱立を防ぐ」とした建前が脆くも崩れたことがあり、一方でIBF・WBOを単純に認定するのではなく統一王座に限り認めることで王座の権威を保ちつつ世界戦のカードを多くする狙いがある。
2011年2月28日、JBCは日本非加盟の世界王座認定団体であるIBFとWBOについて、日本ジム所属のWBAまたはWBCの世界王者との王座統一戦に限り認めることを決定した。ただし、統一王座の防衛戦は行えず、返上を義務付ける。
2012年4月22日、JPBAはIBF・WBO認定準備委員会を設置し、将来的な認定を前提に議論を進めていくことを発表した。
2012年10月13日、JPBAは東京都内で理事会を開き、IBFとWBOへの加盟をJBCに要請することを決めた。これによりWBAとWBCを合わせ、2013年にも世界主要4団体が日本で認可される見通しになった。世界チャンピオンの乱立を防ぐため、王座挑戦資格の内規もまとめ、条件は4団体とも同じで、国内で世界タイトルに挑戦できるのは(1)世界王座の獲得経験者、または指名挑戦権を得た選手(2)日本王座、またはOPBF王座の獲得経験者(3)アマチュアの三大国際大会（五輪、世界選手権、プレジデント杯）で3位以内の実績を持つ選手―に制限される。
2012年11月28日、JBCはIBFとWBOへ加盟について有識者会議を開催。会議後、JBCの森田健事務局長は「来年早々にも認めたい」と両団体加盟の方針を明らかにした。
2012年12月24日、JPBAは静岡県熱海市内で理事会を開き、10月にまとめた世界王座挑戦資格の内規のうち、五輪でのメダル獲得などアマチュア実績を外した上で、IBFとWBOへの加盟をJBCに正式要請することを決定した。日本国内で世界王座に挑戦できるのは、元世界王者か指名挑戦権を得た選手、もしくは日本王座かOPBF王座の獲得経験者に制限し、日本王座保持者やOPBF王座保持者の世界挑戦が決まった場合は、王座返上を義務付ける。
2013年2月18日、JBCは2013年4月1日よりIBFならびにWBOの両団体を正式に世界王座認定団体と認め加盟する事を決定したと発表した。JBCがWBAから独立したWBCを1970年に承認して以来、40年以上続いた2団体時代が終わり、4団体時代に突入することとなった。これで主要4団体すべての世界戦を国内でJBCが正式に承認したタイトルマッチとして行う事が可能となった。ただし、今後は4団体となり世界戦が乱立する可能性もあるため、JPBAは挑戦者資格の条件をつくり、JBCもIBF、WBO加盟後の一定期間、その挑戦者資格や試合の検証を行ってチェックしていく方針だという。
また、これまでIBFやWBOの王座に挑戦するためにJBCに引退届を提出した選手の復帰に関しては、正式な手続きを踏んで辞めた場合、申請があれば資格審査委員会にて復帰を認めるかを協議するとしている。
なお、加盟以前に王者となった選手については、JBCでは申請があれば資格審査委員会で協議するが、歴代世界王者として認める方向であるとし、IBF世界バンタム級の初代王者である新垣諭を歴代世界王者として認める見通しである。正式に加盟した4月1日の直前に王者となった高山勝成については、JBCでは申請があれば資格審査委員会で協議するとしているが、正式に王者として認めるかどうかは言明はなかった。
2013年3月21日、JBCは国際ボクシング連盟（IBF）に4月1日付で加盟すると発表した
。
2013年4月1日、JBCは国際ボクシング連盟（IBF）に加盟した。
2013年7月12日、JBCは東京都内で資格審査委員会を開き、高山勝成のライセンス再発行を決定した。一度JBCに引退届を提出し、IBF王者になった選手のJBC復帰となる。

### JBC加盟前の歴代の日本人王者・挑戦者
日本人選手では、初代王座決定戦でIBF世界バンタム級王座を獲得した新垣諭が長い間唯一のIBF世界王者であったが、2013年3月30日に元WBC世界ミニマム級王者で元WBA世界ミニマム級暫定王者（JBCでは届出により引退扱い）の高山勝成が、マリオ・ロドリゲスを判定で破り、日本人選手として29年ぶりに二人目のIBF世界王者となっている。上述のJBC復帰により日本人初のJBC公認のIBF王者となった。WBA・WBC・IBFの3団体での世界王座戴冠も高山勝成が果たした日本人初の快挙である。
その他では、1983年に春日井健がジュニアバンタム級初代王座決定戦で5回KO負け、1985年に川島志伸（川島郭志の実兄）が韓国でフライ級王者、権順天に挑戦して3回KO負け、1987年に川上正治が初代ミニマム級王座決定戦に出場し2回KO負け、同年ロンドンで元日本ウェルター級王者の亀田昭雄がジュニアウェルター級王者、テリー・マーシュに7回KO負け、などの記録が残っている。1987年にはマーシャルアーツ日本キックボクシング連盟のメインエベンターと国際式を兼業していた松田利彦（当時士道館）が、韓国にて国際式ボクシング経験わずか3戦（戦績2勝1敗）で崔漸煥の保持するIBF世界ジュニアフライ級王座に挑戦するも4RKO負け。また、前述の高山勝成は2011年1月にも、南アフリカにて当時のミニマム級王者ヌコシナチ・ジョイに挑戦しているが、偶然のバッティングで王座獲得はならなかった。
なお、2013年4月1日以前のJBCライセンス受給者たるIBF世界タイトル挑戦者は前述の細野雄一のみであったが、IBFへJBCが正式に加盟した事により、2013年4月以降はJBCライセンス受給者が、IBFの世界タイトルにライセンスを保持したまま挑戦者として対戦する事が認められるようになった。